# 보루시아 묀헨글라트바흐 II

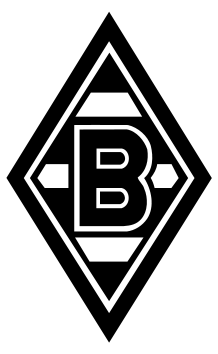

보루시아 묀헨글라트바흐 II(독일어: Borussia VfL 1900 Mönchengladbach eingetragener Verein II)는 묀헨글라트바흐를 연고로 하는 독일의 축구단으로 보루시아 묀헨글라트바흐의 리저브팀이다.

## 우승
- 레기오날리가 웨스트: 2015
- 오베르리가 노르트르하인: 2006, 2008
- 베르반트스리가 니데르하인: 1997
- 란데스리가 니데르하인: 1980
- 니데르하인포칼: 1997

## 선수 명단

### 현역
참고: FIFA 자격 규정에 따라 소속된 국가대표팀 국기를 표시합니다. 선수는 복수의 FIFA 비회원국 국적을 가지고 있을 수 있습니다.
| 번호 | 포지션 | 국적     | 이름                       |
| ---- | ------ | -------- | -------------------------- |
| 4    | DF     |          | 요나탄 포스                |
| 7    | FW     | 모로코   | 이스마일 하르나피          |
| 8    | MF     | 이집트   | 무스타파 아쉬라프 무스타파 |
| 10   | MF     | 알바니아 | 쿠쉬트림 아살라리          |

| 번호 | 포지션 | 국적 | 이름                  |
| ---- | ------ | ---- | --------------------- |
| 26   | DF     |      | 이브라힘 디그베레코우 |
| 36   | FW     |      | 윈슬리 보텔리         |

## 역대 감독
| 감독            | 임기        |
| --------------- | ----------- |
| 베른트 크라우스 | 1989 ~ 1990 |
| 호르스트 쾨펠   | 2004        |
| 호르스트 쾨펠   | 2004 ~ 2005 |
| 안드레 슈베르트 | 2015        |